# Счётная монета
Счётная, счётно-денежная или фиктивная монета — условная монета, не существующая в реальном виде и соответствующая определенному числу монет более мелких номиналов. Например, в России до 1704 года, когда в результате денежной реформы Петра I появилась рублевая монета, счётной монетой являлся рубль, равный 200 деньгам или 100 копейкам.

## Примеры счётных монет
Примерами счётных единиц являются:
- древнегреческий талант;
- общий денарий;
- российский рубль до денежной реформы Петра I.

## Счётная и идеальная монета
Счётная монета, как и идеальная монета, являются счётными денежными единицами и противопоставляются реальным отчеканенным монетам. Отличаются эти два понятия тем, что:
- для счетной монеты приоритетным является содержащееся в ней число монет более мелких номиналов, а не их общий вес (то есть при изменении содержания серебра в более мелких монетах счетная единица будет по-прежнему включать то же их число, но она будет эквивалента меньшему весу чистого серебра);
- для идеальной монеты константой является чистый вес содержащегося в ней драгоценного металла, а не число эквивалентных ей мелких монет (то есть при изменении содержания серебра в более мелких монетах его содержание в идеальной монете не изменится, но она будет эквивалента большему числу мелких монет).